# Britzke (Adelsgeschlecht)

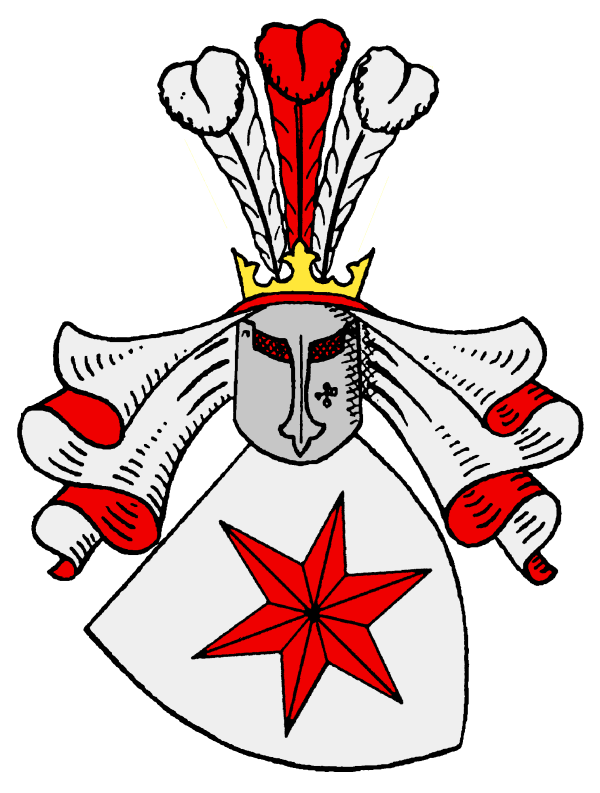
Wappen derer von Britzke

Britzke oder Brietzke ist der Name eines Magdeburgischen Uradelsgeschlechts. Sein gleichnamiges Stammhaus Brietzke (Möckern) liegt im alten Kreis Jerichow.

## Geschichte
Das Geschlecht erscheint erstmals urkundlich 1370 mit Conradus Brezzik zu Redekin und Wust (Wust-Fischbeck). Die ununterbrochene Stammreihe beginnt um 1400 mit Hennyng Britzgen. Als Domherren finden sich Britzke vom 15. bis 18. Jahrhundert in Brandenburg/Havel, Halberstadt, Magdeburg, Merseburg und Stendal; als Deutschordensritter wirkten sie in der Ballei Sachsen als Komtur und Landkomtur und in der Ballei Franken.

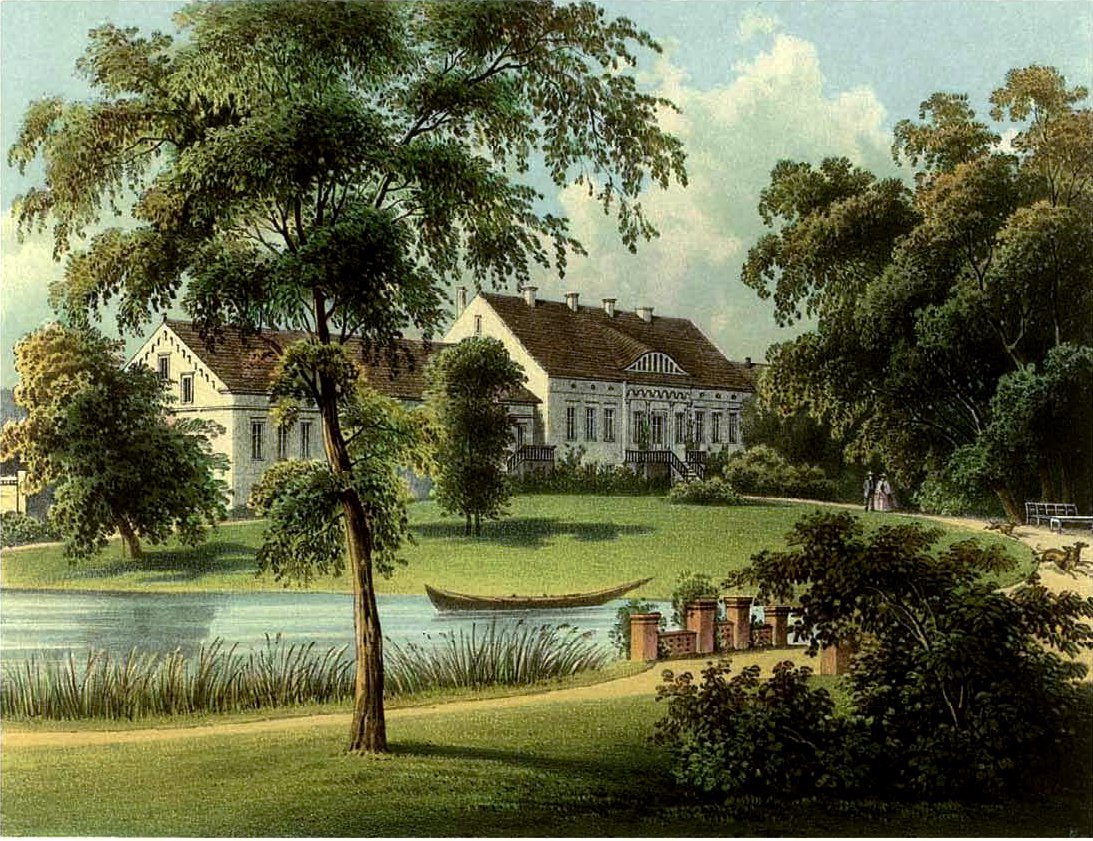
Gut Warchau, Sammlung Alexander Duncker
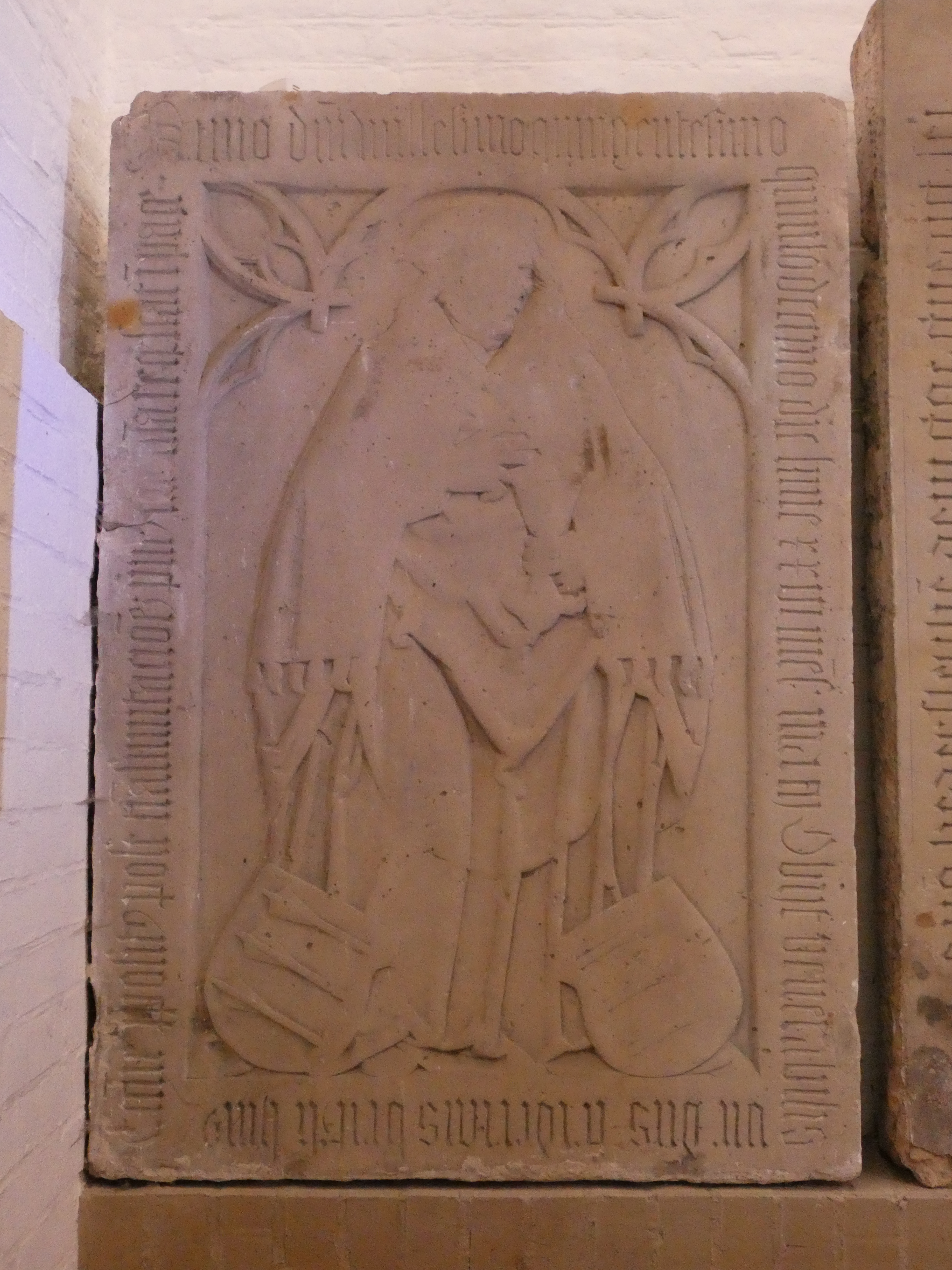
Grabplatte mit Darstellung Friedrich von Britzke, Dom zu Brandenburg
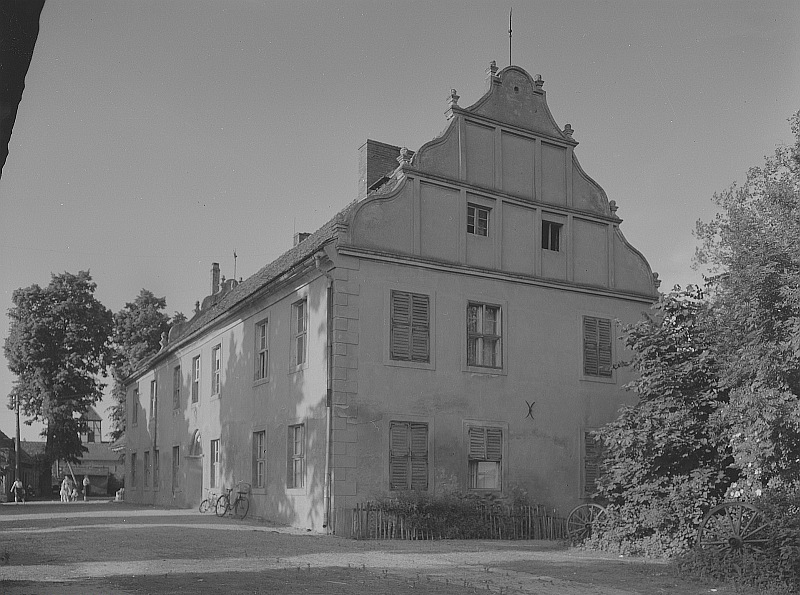
Gut Kemnitz um 1910
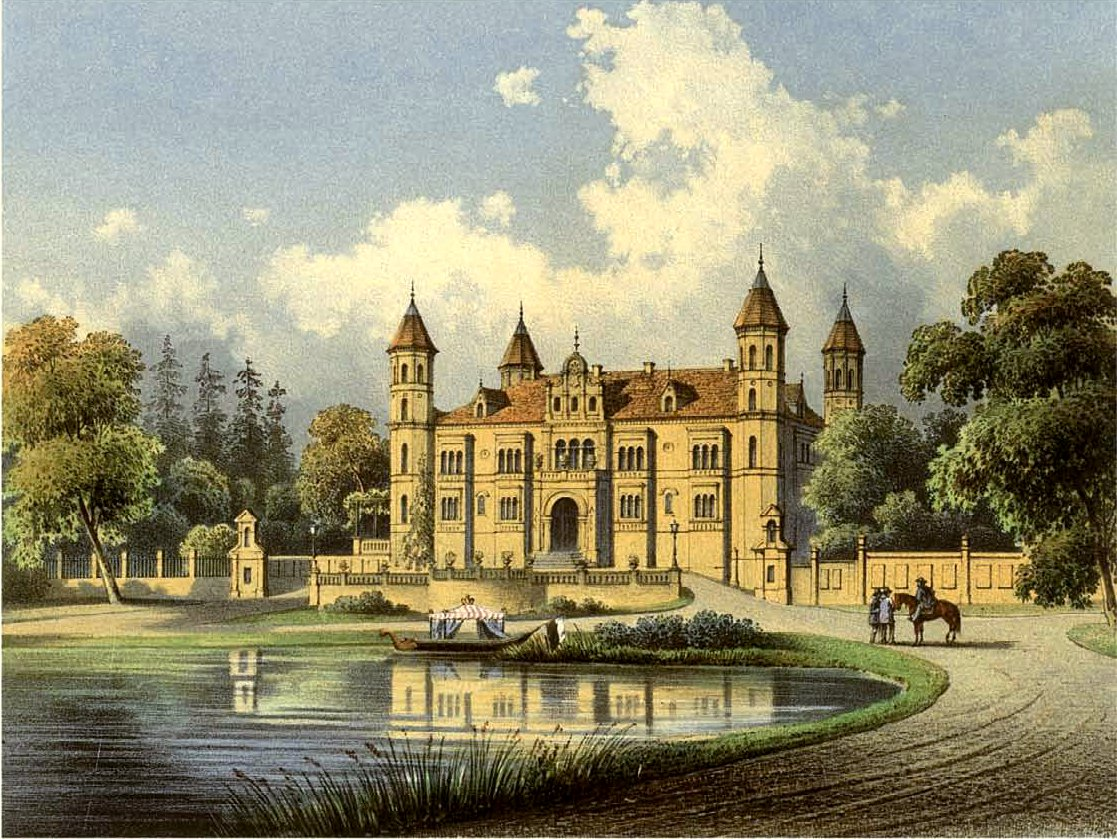
Schloss Dammer, Sammlung Alexander Duncker

1735 erwarb der Landrat Curdt Friedrich (Kurt Friedrich) von Britzke das Herrenhaus Kemnitz mit Gut bei Werder/Havel. Die Besitzung wurde seitens den Brietzke-Erben mit einer konstanten Größe von etwa 797 ha betrieben. Hinzu kam noch das dortige Nebengut Phöben, 1914 in der Gesamtheit des Rittergutes Kemnitz mit Kemnitzerheide und Phöben 978 ha. Von 1820 bis zur Enteignung 1945 war ebenso das Rittergut Warchau im Familienbesitz. Der ehemalige Familienfriedhof (bis 1945) befindet sich nahe Warchau in Wusterwitz-Rosenthal im Landkreis Potsdam-Mittelmark.
Die Söhne der von Britzke-Warchau und der von Brietzke-Kemnitz gingen zumeist als Zöglinge auf die Ritterakademie Brandenburg.
Die von Britzkesche Familienstiftung wurde u. a. durch den preußischen Major und Gutsbesitzer zu Viesen I Karl Friedrich von Britzke (1736–1805) gegründet.

## Wappen
Das Wappen zeigt in Silber einen sechsstrahligen roten Stern. Auf dem Helm mit rot-silbernen Decken stehen drei Straußenfedern in Silber, Rot, Silber.

## Bekannte Familienmitglieder
- Friedrich von Britzke († 1515), Propst des Doms zu Brandenburg
- Johannes von Britzke, Domherr in Halberstadt
- Ludwig von Britzke, Domherr in Halberstadt
- Valentin von Britzke († 1663), Landrat, Gutsbesitzer Bensdorf
- Friedrich von Britzke (1560–1576), Domherr in Magdeburg, Domdekan in Halberstadt, Domherr und Archidiakon des Balsamgaus, Dompropst des Domstifts Lebus
- Christof von Britzke (1535–1610), Amtshauptmann zu Halberstadt
- Henning von Britzke (1546–1611), Komtur der Deutschordenskommende Lucklum und Bergen
- Karl von Brietzke (1603–1647), Mitglied der Fruchtbringenden Gesellschaft
- August Heinrich von Brietzke (1731–1795), preußischer Oberst
- Friedrich Rudolf Daniel von Brietzke (1740–1823), preußischer Oberst, Ritter des Ordens Pour le Mérite
- Karl Gottlob Ludwig von Brietzke (1760–1816), Domherr in Merseburg
- Kurt Bernhard von Britzke (1843–1896), preußischer Generalmajor, Gutsbesitzer Groß-Demsin, Stifter d. Kurt (Bernhard) von Britzkeschen Familienstiftung
- Arthur von Brietzke (1848–1930), preußischer General der Infanterie
- Hans Friedrich Theodor von Brietzke (1873–1946), preußischer Major, Rechtsritter des Johanniterordens, letzter Gutsbesitzer auf Kemnitz und Phöben

### Sekundärliteratur
- Chemnitz. In: Alexander Duncker (Hrsg.): Die ländlichen Wohnsitze, Schlösser und Residenzen der ritterschaftlichen Grundbesitzer in der preußischen Monarchie nebst den königlichen Familien-, Haus-, Fideicommiss- und Schattull-Gütern. Band 2. Duncker, Berlin 1859, Blatt 98 (zlb.de  [Text zwei Seiten danach]).
- Wilhelm van Kempen: Schlösser und Herrensitze in Provinz Sachsen und in Anhalt. Nach alten Vorlagen. Weidlich, Frankfurt am Main 1961, S. 45/46 u. S. 181.
- Jürgen Angelow, Hartmut Hilgenfeldt, Christian Heinze: Geschichte und Landschaft. Das märkische Rittergut Kemnitz. Einzelveröffentlichung des Brandenburgischen Landeshauptarchivs, Hrsg. Klaus Neitmann. Westkreuz-Verlag, Bad Münstereifel / Berlin, Bonn, Potsdam 2000, 121 S. ISBN 978-3-929592-55-9.
- Udo Geiseler, Monika Loddenkemper: Kemnitz. In: Peter Michael Hahn, Hellmut Lorenz: Herrenhäuser in Brandenburg und der Niederlausitz. Kommentierte Neuausgabe des Ansichtenwerks von Alexander Duncker (1857–1883). Gesamt zwei Bände: 856 S., 275 farbige, 825 SW-Abb. Band 1 (Einführung) Band 2 (Katalog), hier Band 2, Nicolaische Verlagsbuchhandlung Beuermann, Berlin 2000, S. 301–303. ISBN 3-87584-024-0.
- Margarete von Schnehen, Hans Heinrich von Schnehen: Im Strom der Zeit. Familienschicksale im Elb-Havelland. Band 1, Friedland-Klein Schneen, Wallstein-Verlag, Göttingen 2004, S. 240.